# Бакланово (Антроповский район)
Бакланово — упразднённая деревня в Антроповском районе Костромской области России.

## География
Урочище находится в центральной части Костромской области, в подзоне южной тайги, на правом берегу реки Порги, при автодороге 34Н-30, на расстоянии приблизительно 25 километров (по прямой) к югу от посёлка Антропово, административного центра района. Абсолютная высота — 147 метров над уровнем моря.

### Климат
Климат характеризуется как умеренно континентальный, с продолжительной холодной многоснежной зимой и коротким сравнительно тёплым летом. Среднегодовая температура воздуха — 2,5 °C. Средняя температура воздуха самого холодного месяца (января) — −12,6 °C (абсолютный минимум — −38 °C); самого тёплого месяца (июля) — 18,2 °C (абсолютный максимум — 36 °С). Годовое количество атмосферных осадков — 500—550 мм, из которых большая часть выпадает в тёплый период.

## История
В «Списке населенных мест Костромской губернии по сведениям 1870-72 годов» населённый пункт упомянут как деревня Макарьевского уезда, расположенная при речке Порге, в 75 верстах от уездного города. В Бакланове насчитывалось 16 дворов и проживало 105 человек (55 мужчин и 50 женщин).
В 1907 году в деревне, относящейся к Пограничной волости, имелось 29 дворов и проживало 173 человека.
В 1926 году деревня входила в состав Нифановского сельсовета, числилось 36 дворов и 166 жителей. Упразднена не позднее 1981 года.